# Cyrtanthus rhodesianus
Cyrtanthus rhodesianus là một loài thực vật có hoa trong họ Amaryllidaceae. Loài này được Rendle mô tả khoa học đầu tiên năm 1911.